# Pycnogonum angulirostrum
Pycnogonum angulirostrum is een zeespin uit de familie Pycnogonidae. De soort behoort tot het geslacht Pycnogonum. Pycnogonum angulirostrum werd in 1959 voor het eerst wetenschappelijk beschreven door Stock. 